# پولواته ایهالاگاما
پولواته ایهالاگاما (به لاتین: Polwatte Ihalagama) یک منطقهٔ مسکونی در سری‌لانکا است که در استان مرکزی (سری‌لانکا) واقع شده‌است.